# Йоганн Цоффані

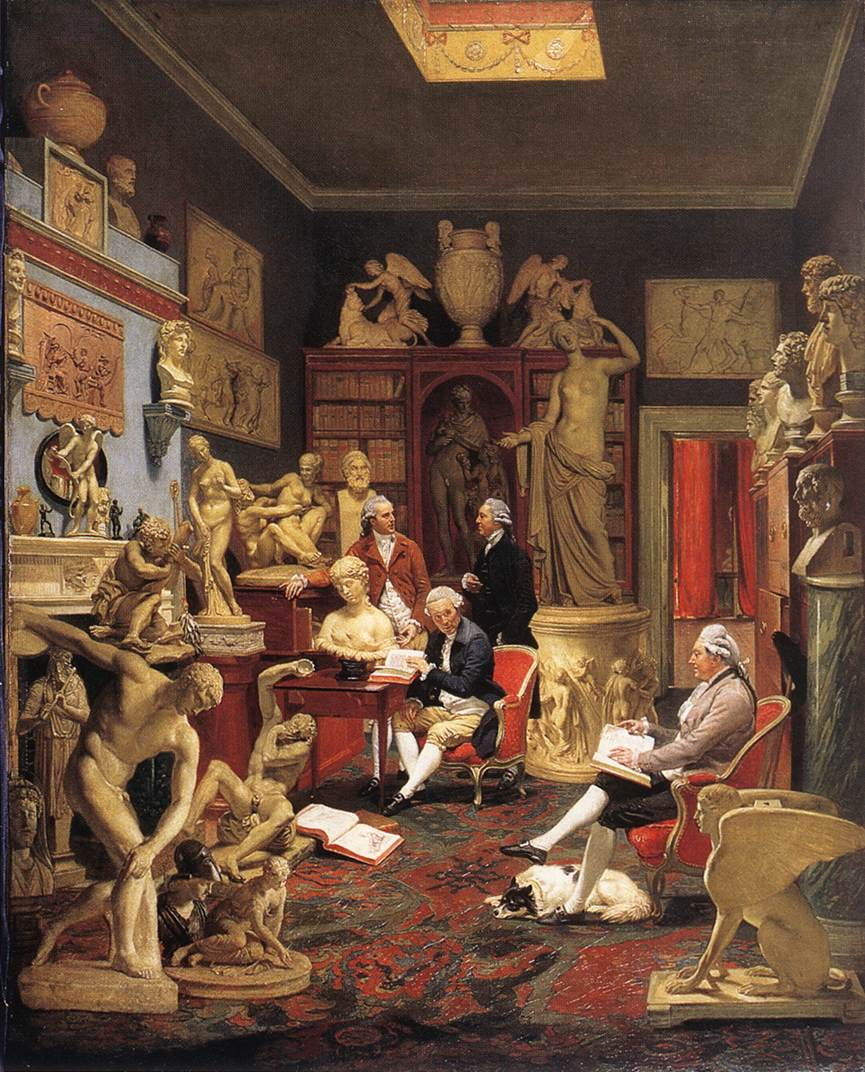
Чарльз Таунлі в своїй галереї скульптур

Йога́нн Цо́ффані (нім. Johann Zoffany; при народженні Йоганн Йозеф Ца́уффелі, нім. Johannes Josephus Zauffely; 13 березня 1733 — 11 листопада 1810) — німецький художник-неокласик, більшу частину життя працював в Англії. Його роботи виставляються у багатьох британських галереях, таких як Національна галерея в Лондоні, Галерея Тейт, Королівська колекція, зібрання Оксфорду.

## Біографія
Народився у Франкфурті. Навчався в Регенсбурзі у Мартіна Шпеєра, а пізніше в Римі; в 1760 разом з Януаріусом Зіком він працює над декораціями Королівського палацу в Трірі. Після повернення в Регенсбург, одружився, але невдало, і, рятуючись від нещасного сімейного життя, поїхав в 1761 році в Лондон. Тут він відкриває для себе живопис, захоплюється театром, і, завдяки Бенджаміну Вілсону, знайомиться з актором Девідом Гарріком.
У 1762 він живе в будинку Гарріка і зображує його на своїй картині «Повернення фермера» (1762), що поклала початок серії «сцен співбесіди», натхненної театром, яка наслідувала Хогарта. Цю серію художник продовжував аж до 1770 року, за бажанням самого актора, що піклується про саморекламу («Портрет Девіда Гарріка», «Гаррік в ролі Абеля Друггера»). Цоффані виконав також кілька робіт на фантастичні сюжети, а також портрети в натуральну величину.
У 1762 році, заступництвом Георга III, він пише портрети членів королівської сім'ї («Принц Уельський і принц Фрідріх у вигляді купідонів» (1765); «Королева Шарлотта з двома дітьми» (1766); «Георг III з родиною» (1770); «Королева Шарлотта, принц Уельський і герцог Йоркський і Принцеса Амелія»).
У 1769 році Цоффані стає членом-кореспондентом Академії і в 1772 виставляє картину «Клас анатомії в Королівській Академії», відразу ж придбану Георгом III. У 1773 він їде у Флоренцію, де пише композицію «Трибуна Уффіці» (1776), і в 1779 році повертається в Англію, зробивши по дорозі зупинку у Відні. У той час, коли «сцени співбесіди» («конверсейшн-піс») почали виходити з моди, Цоффані виконує свій шедевр, картину «Чарльз Таунлі в своїй галереї скульптур» (1782). У 1783—1789 він відвідує Індію, де пише «Портрет Уоррена Хастінгса з дружиною». Крім полотен на теми театру, одним з найяскравіших майстрів яких він залишається, його «сцени співбесіди» були оцінені і королівською сім'єю. Картини, написані для Георга III, ввели в англійську живопис вільне зображення сімей аристократії. Серія портретів королівської сім'ї зберігається в королівській колекції.
Помер в Стренд-он-зе-Гріні, Лондон.